# ガンダムコレクション
ガンダムコレクションとは、バンダイより発売されているガンダムの1/400スケールのコレクタブルフィギュア。ガンコレと略されることもある。
食玩同様ブラインドボックスで販売される。その完成度の高さと彩色済み、ラインナップの豊富さやコレクションのしやすさなどで高い人気を得ている。また、同じMSでも武装違いやマーキング違い、蓄光するルミナスクリアなどバリエーション展開もされている。
ホビーショップやネットショップだけでなく、コンビニでも販売されている。

## ラインナップ
初期シリーズはvol.1〜vol.10まであり1個180円のお手頃価格で手に入る彩色済みフィギュアとして人気を集めた。
NEOシリーズは1個210円となったが初期シリーズ続編として更にディテールアップが施され、劇中の再現を出来るよう一部機体にボールジョイントを採用したマルチポーズ仕様がラインナップされている。モデルナンバーも初期シリーズより連続している。
DXシリーズは1個280円と価格を上げた代わりに、初期シリーズでは商品化が不可能であった大型モビルスーツや小型モビルアーマーをラインナップに加えている。NEOシリーズとは別シリーズ扱いであり、平行して販売されている。
コンプレックスシリーズはアニメで放映されたガンダムの主人公機のみを集めたもの（2008年8月現在）で、2007年8月に発売。『機動戦士ガンダム00』の主人公機、ガンダムエクシアが最速で立体化され注目を集めた。
00「ダブルオー」シリーズは『機動戦士ガンダム00』に登場するモビルスーツのみラインナップされ2007年10月の放送にあわせリリースされた。2009年7月現在vol.1のみである。
このほか、縮尺を1/400に合わせたプラモデル版もある（ミーティアユニット等）。
- ガンダムコレクション vol.1（2002年5月）
- ガンダムコレクション vol.2（2002年11月）
- ガンダムコレクション vol.3（2003年1月）
- ガンダムコレクション vol.4（2003年4月）
- ガンダムコレクション vol.5（2003年7月）
- ガンダムコレクション vol.6（2003年10月）
- ガンダムコレクション vol.7（2004年2月）
- ガンダムコレクション vol.8（2004年7月）
- ガンダムコレクション vol.9（2004年10月）
- ガンダムコレクション vol.10（2005年2月）
- ガンダムコレクション NEO1（2005年6月）
- ガンダムコレクション NEO2（2005年11月）
- ガンダムコレクション NEO3（2006年2月）
- ガンダムコレクション NEO4（2006年6月）
- ガンダムコレクション NEO5（2006年11月）
- ガンダムコレクション 00 vol.1（2007年10月）
- ガンダムコレクション DX1（2004年4月）
- ガンダムコレクション DX2（2004年12月）
- ガンダムコレクション DX3（2005年11月）
- ガンダムコレクション DX4（2006年3月）
- ガンダムコレクション DX5（2006年9月）
- ガンダムコレクション DX6（2007年1月）
- ガンダムコレクション DX7（2008年9月）
- ガンダムコレクション DX8（2008年11月）
- ガンダムコレクション コンプレックス（2007年8月）

以下は縮尺を1/400に合わせたプラモデル版
- ガンダムコレクション ホワイトベース（2005年3月）
- ガンダムコレクション ミーティアユニット（2003年10月）
- ガンダムコレクション クィン・マンサ（2005年3月）
- ガンダムコレクション ホワイトベース（最終決戦ver）（2005年8月）
- ガンダムコレクション ビグ・ザム（2005年8月）
- ガンダムコレクション ミーティア (DESTINY ver.) （2005年9月）
- ガンダムコレクション ムサイ（2006年2月）
- ガンダムコレクション α・アジール（2006年8月）
- ガンダムコレクション デンドロビウムVSノイエ・ジール（2006年11月）
- ガンダムコレクション プトレマイオス（2007年11月）

## vol.1
後ろの数字は、1カートン（144個）にいくつの割合で含まれているのかを示す。第二販分にのみ、シャア専用機5種のピンククリア版あり（入手率1）。現在の再版には入っていない非常にレアなもの。
初版全36種+DHM付録 ※横の()内数字はアソート */144
- A1：ガンダム （6）
- A1：シークレット G-3ガンダム （1）
- A1：シークレット リアルタイプガンダム （1）
- B1：ガンダムTV版 （8）
- C1：ガンダムNT-1 （8）
- D1：ガンキャノン108 （4）
- D1：ガンキャノン108 スプレーミサイル （2）
- D1：ガンキャノン109 （4）
- D1：ガンキャノン109 スプレーミサイル （2）
- E1：ジム・コマンド宇宙用 ‐1 （4）
- E1：ジム・コマンド宇宙用 ‐2 （3）
- E1：ジム・コマンド宇宙用 ‐3 （3）
- F1：ジム EFSF 01 （3）
- F1：ジム EFSF 02 （4）
- F1：ジム EFSF 03 （3）
- G1：シャア専用ザクII ヒート・ホーク （2）
- G1：シャア専用ザクII マシンガン （6）
- H1：シャア専用 ズゴック （8）
- I1：シャア専用ゲルググ ビーム・ナギナタ （6）
- I1：シャア専用ゲルググ ビーム・ライフル （2）
- J1：量産型ザクII ザクレディ （2）
- J1：量産型ザクII 機甲工兵中隊 （3）
- J1：量産型ザクII 対空防衛小隊 （4）
- J1：量産型ザクII 補給中隊 （3）
- K1：ザクII改 グラーフ・ツェッペリン （4）
- K1：ザクII改 ジーク・ジオン （4）
- K1：ザクII改 地上部隊 鳥マーク （4）
- L1：黒い三連星ドム06マッシュ機 （3）
- L1：黒い三連星ドム02オルテガ機 （3）
- L1：黒い三連星ドム03ガイア機 （3）
- M1：リック・ドム ビーム・バズーカ （3）
- N1：リック・ドムII 56 （6）
- N1：リック・ドムII グラーフ・ツェッペリン （6）
- O1：ゴッグ （8）
- P1：アッガイ クロー （6）
- P1：アッガイ ミサイル・ランチャー （2）
- Z1:DHM付録 MS-06R-1A ZAKU II

## vol.2
初版全43種 ※横の()内数字はアソート */144
- A2：ガンダム （7）
- A2：シークレット G-3ガンダム （1）
- B2：陸戦型ガンダム 01小隊 （2）
- B2：陸戦型ガンダム 04小隊 （2）
- B2：陸戦型ガンダム 06小隊 （2）
- B2：陸戦型ガンダム 08小隊 （2）
- C2：ガンダムNT-1・FA （8）
- D2：プロトタイプガンダム ビーム・サーベル （3）
- D2：プロトタイプガンダム ビーム・ライフル （6）
- E2：ジム寒冷地仕様 01 （3）
- E2：ジム寒冷地仕様 02 （3）
- E2：ジム寒冷地仕様 03 ブルパップ・マシンガン （3）
- F2：J・ライデン専用ザクII ザク・マシンガン （3）
- F2：J・ライデン専用ザクII ジャイアント・バズ （5）
- G2：J・ライデン専用ゲルググ ビーム・ナギナタ （3）
- G2：J・ライデン専用ゲルググ ビーム・ライフル （5）
- H2：グフ グフレディ （3）
- H2：グフ ヒート剣 （4）
- H2：グフ プリティボム （3）
- I2：ケンプファー ジャイアント・バズ （4）
- I2：ケンプファー ショットガン （6）
- J2：量産型ザクII キリー・ギャレット少佐 （3）
- J2：量産型ザクII ザクレディ （3）
- J2：量産型ザクII 重機甲中隊 （3）
- J2：量産型ザクII 対空防衛小隊 （3）
- K2：ザクIIマインレイヤー 機甲工兵中隊 （4）
- K2：ザクIIマインレイヤー 重機甲中隊 （4）
- K2：ザクIIマインレイヤー 偵察中隊 （4）
- L2：ゲルググキャノン エース部隊 （4）
- L2：ゲルググキャノン キマイラ部隊 （3）
- L2：ゲルググキャノン 本郷防空部隊 （4）
- M2：ズゴックE サイクロプス隊 （4）
- M2：ズゴックE ジオン軍章 （4）
- M2：ズゴックE ナーガIII （3）
- N2：アッグ キラービー （2）
- N2：アッグ 重機甲中隊 （3）
- N2：アッグ 補給中隊 （2）
- N2：シークレット アッグ 武装型 （1）
- O2：ド・ダイYS ‐001 （4）
- O2：ド・ダイYS ‐002 （3）
- O2：ド・ダイYS ‐003 （3）
- P2：シークレット ストライクガンダム （1）
- Q2：シークレット デュエルガンダム （1）

## vol.3
初版全41種＋ジオン公国マガジン付録2種
※横の()内数字はアソート */144 [ ]内は初回限定版
- A3：ガンダム （8[2]）
- A3：シークレット プロトタイプガンダム （1）
- A3：初回限定 キャスバル専用ガンダム [6]
- B3：GP01 ビーム・サーベル （3）
- B3：GP01 ビームライフル （6）
- C3：ジム改 01 （2）
- C3：ジム改 02 （2）
- C3：ジム改 03 （2）
- C3：ジム改 不死身の第4小隊 （3）
- D3：ガンダムEZ8 （8）
- E3：陸戦型ジム 02 （2）
- E3：陸戦型ジム 03 （2）
- E3：陸戦型ジム 05 （2）
- E3：陸戦型ジム 07 （2）
- F3：ボール 01 （3）
- F3：ボール 02 （3）
- F3：ボール 03 （4）
- F3：シークレット 先行量産型ボール（オレンジ） （1）
- G3：ザクII C型 ソロモン特殊攻撃隊 （3）
- G3：ザクII C型 機甲工兵中隊 （3）
- G3：ザクII C型 偵察中隊 （3）
- G3：ザクII C型 突撃機動軍 （3）
- H3：ザクII F2型 06-1 中隊長機 （3）
- H3：ザクII F2型 06-2 （3）
- H3：ザクII F2型 06-3 （3）
- H3：ザクII F2型 302哨戒中隊 （3）
- I3：シャア専用ザクII ザク・バズーカ （5）
- I3：シャア専用ザクII マゼラ・トップ砲 （2）
- J3：ギャン （10）
- K3：グフ・カスタム 3連ガトリングガン （7）
- K3：グフ・カスタム ガトリングシールド （3）
- L3：ドム・トローペン サーベル スカルウイング （4）
- L3：ドム・トローペン サーベルタイガー （3）
- L3：ドム・トローペン スカルウイング （3）
- M3：リック・ドム 302哨戒中隊 （3[2]）
- M3：リック・ドム エクスカリバー （4[1]）
- M3：リック・ドム 本国防衛部隊 （3[1]）
- M3：初回限定 シャア専用リック・ドム [6]
- N3：エールストライクガンダム （6）
- O3：デュエルガンダム （6）
- P3：イージスガンダム （7）

ジオン公国マガジン付録
- H3：ザクII F2型 寒冷地仕様 Type. A
- G3：ザクII C型 寒冷地仕様 Type. B

## vol.4
蓄光のルミナスクリア登場。フェイズシフト装甲搭載MSにのみラインナップされているため、フェイズシフトを表していると思われる。ルミナスの混入率は1もしくは2。
初版全44種 ※横の()内数字はアソート */144
- A4：ストライクガンダム ライフル/アーマー・S（8）
- A4：ストライクガンダム （ルミナス） （1）
- B4：デュエルガンダム① ライフル/サーベル （8）
- B4：デュエルガンダム①（ルミナス） （1）
- C4：エールストライクガンダム ビーム・ライフル （4）
- C4：エールストライクガンダム（ルミナス） （1）
- D4：デュエルガンダム② バズーカ （4）
- D4：デュエルガンダム②（ルミナス） （1）
- E4：イージスガンダム ビーム・ライフル （9）
- E4：イージスガンダム（ルミナス） （2）
- F4：バスターガンダム 対装甲散弾砲 （8）
- F4：バスターガンダム（ルミナス） （2）
- G4：ブリッツガンダム グレイプニール （8）
- G4：ブリッツガンダム（ルミナス） （2）
- H4：アストレイレッドフレーム （2）
- H4：シークレット アストレイブルーフレーム （1）
- I4：モビルジン 01 76ミリ重突撃銃 （3）
- I4：モビルジン 01 重斬刀 （2）
- I4：モビルジン 02 76ミリ重突撃銃 （3）
- I4：モビルジン 02 重斬刀 （3）
- I4：モビルジン 03 76ミリ重突撃銃 （3）
- I4：モビルジン 03 特火重粒子砲 （3）
- I4：モビルジン 04 76ミリ重突撃銃 （3）
- I4：モビルジン 04 特火重粒子砲 （3）
- I4：シークレット モビルジン テスト機カラー （1）
- J4：モビルバクゥ 01 13連装ミサイルポッド （2）
- J4：モビルバクゥ 01 2連装レールガン （3）
- J4：モビルバクゥ 02 13連装ミサイルポッド （2）
- J4：モビルバクゥ 02 2連装レールガン （3）
- J4：モビルバクゥ 03 13連装ミサイルポッド （2）
- J4：モビルバクゥ 03 2連装レールガン （3）
- J4：モビルバクゥ 04 13連装ミサイルポッド （2）
- J4：モビルバクゥ 04 2連装レールガン （3）
- K4：モビルシグー 重斬刀 （8）
- K4：モビルシグー 重突撃機銃 （8）
- L4：メビウス 001 リニアガン （3）
- L4：メビウス 001 核ミサイル （2）
- L4：メビウス 002 リニアガン （3）
- L4：メビウス 002 核ミサイル （2）
- L4：メビウス 003 リニアガン （3）
- L4：メビウス 003 核ミサイル （2）
- L4：メビウス 004 リニアガン （3）
- L4：メビウス 004 核ミサイル （2）
- M4：シークレット フリーダムガンダム （2）

## vol.5
ジムとスペースランチは組み合わせることができる。
初版全40種＋再版1種 ※横の()内数字はアソート */144
- A5：ガンダム ビーム・ジャベリン （2）
- A5：シークレット G-3ガンダム （1）
- A5：初回限定 ガンダムティターンズカラー （6）
- B5：GP01fb ビームサーベル （3）
- B5：GP01fb ビームジュッテ （2）
- C5：ジム アダム機 （4）
- C5：ジム ジャック機 （4）
- C5：ジム 不死身の第4小隊 （4）
- D5：スペースランチ ライド版/WB版 （5）
- E5：シャア専用ゲルググ ライフル/ナギナタ （10）
- F5：ガーベラテトラ ビームサーベル （4）
- F5：ガーベラテトラ ビームマシンガン （3）
- G5：ドップ402 （4）
- G5：ドップ403 （4）
- G5：ドップ404 （3）
- G5：シークレット ガルマ専用ドップ401 （1）
- H5：マゼラアタック カラカル隊 （4）
- H5：マゼラアタック 機甲工兵中隊 （4）
- H5：マゼラアタック カメレオン （4）
- I5：ザクタンク カメレオン （5）
- I5：ザクタンク 整備中隊 （4）
- J5：水中型ザク グリーンサイレン （3）
- J5：水中型ザク ナーガIII （4）
- J5：水中型ザク レッドドルフィン（黒） （4）
- K5：ザクI フェンリル隊 （4）
- K5：ザクI 整備中隊 （3）
- K5：ザクI 補給中隊 （3）
- K5：シークレット ザクI 黒い三連星カラー （1）
- L5：ザクII F 機甲工兵中隊 （3）
- L5：ザクII F 指揮官機 （4）
- L5：ザクII F 第55MS部隊（アヌビス） （2）
- L5：ザクII F フェンリル隊 （3）
- M5：ランチャーストライクガンダム （7）
- M5：ランチャーストライクガンダム（ルミナス） （1）
- N5：フリーダムガンダム （3）
- N5：フリーダムガンダム（ルミナス） （1）
- N5：初回限定 フリーダムガンダムHM （6）
- O5：メビウス・ゼロ （7）
- P5：ジャスティスガンダム （3）
- P5：ジャスティスガンダム（ルミナス） （1）

再版
- J5：水中型ザク レッドドルフィン（赤：再版）

## vol.6
初版全45種 ※横の()内数字はアソート */144
- A6：ガンダムMk-II 01ティターンズ（3）
- A6：ガンダムMk-II 02ティターンズ （3）
- A6：ガンダムMk-II 03ティターンズ （3）
- A6：ガンダムMk-II エゥーゴ （4）
- B6：ブルーディスティニー 01 （4）
- B6：ブルーディスティニー 02 （4）
- B6：ブルーディスティニー 03 （4）
- B6：シークレット ブルー02 ニムバス専用機 （1）
- C6：量産型ガンキャノン 01 （3）
- C6：量産型ガンキャノン 02 （3）
- C6：量産型ガンキャノンTH （6）
- D6：リックディアス 01 （3）
- D6：リックディアス 02 （3）
- D6：リックディアス 03 （5）
- D6：シークレット リックディアス量産型 （1）
- E6：ガンタンクII 01 （4）
- E6：ガンタンクII 02 （4）
- E6：ガンタンクII 03 （4）
- F6：イフリート改 2連装グレネイド （6）
- F6：イフリート改 ヒート剣 （6）
- G6：ドラッツェ21-1 40mmバルカン砲 （3）
- G6：ドラッツェ21-2 40mmバルカン砲 （3）
- G6：ドラッツェ21-3 ビーム・サーベル （3）
- G6：ドラッツェ21-4 ビーム・サーベル （3）
- H6：量産型ゲルググ R-03 （2）
- H6：量産型ゲルググ エース部隊 （3）
- H6：量産型ゲルググ 突撃機動軍 （3）
- H6：量産型ゲルググ 本国防空部隊 （3）
- H6：シークレット ガトー専用 ゲルググ （1）
- I6：ソードストライクガンダム （4）
- I6：ソードストライクガンダム（ルミナス） （1）
- J6：ストライクダガー 131 （3）
- J6：ストライクダガー 135 （2）
- J6：ストライクダガー 138 （2）
- K6：カラミティガンダム （4）
- K6：カラミティガンダム （ルミナス） （1）
- L6：レイダーガンダム （4）
- L6：レイダーガンダム（ルミナス） （1）
- M6：モビルジン39 （4）
- M6：モビルジン42 （4）
- M6：モビルジン サーペントテイル （4）
- N6：ゾノ05 （4）
- N6：ゾノ18 （4）
- N6：ゾノ26 （3）
- O6：シークレット ガンダムハンマー（墨入れ） （1）

## vol.7
初版全41種 ※横の()内数字はアソート */144
- A7：ガンダムMk-II エゥーゴ ビーム・サーベル （2）
- A7：ガンダムMk-II エゥーゴ ビーム・ライフル （3）
- A7：ガンダムMk-II ティターンズ03 （3）
- B7：ジム・クゥエル -1 ビーム・ライフル （3）
- B7：ジム・クゥエル -2 ビーム・ライフル （3）
- B7：ジム・クゥエル モンシア中尉機 （6）
- C7：GP03Sステイメン ビーム・ライフル （3）
- C7：GP03Sステイメン フォールディングバズーカ （4）
- D7：ジム・コマンド -1 （4）
- D7：ジム・コマンド -2 （4）
- D7：ジム・コマンド -3 （4）
- E7：シークレット ジムIIエゥーゴ （1）
- E7：ジムII EFSF 01 ビーム・ライフル （3）
- E7：ジムII EFSF 02 ビーム・ライフル （3）
- E7：ジムII EFSF 03 ビーム・サーベル （5）
- F7：ガンダム4号機 ハイパー・ビーム・ライフル （2）
- F7：ガンダム4号機 ビーム・サーベル （1）
- F7：シークレット ガンダム5号機 （1）
- G7：ジム・カスタム バニング大尉機 （3）
- G7：ジム・カスタム ベイト大尉機 （6）
- G7：ジム・カスタム モンシア中尉機 （3）
- H7：マラサイ カクリコン中尉機 （6）
- H7：マラサイ ジェリド中尉機 （3）
- H7：マラサイ ティターンズ章 （3）
- I7：ハイザック ジェリド・メサ中尉機 （3）
- I7：ハイザック ティターンズ01 （3）
- I7：ハイザック ティターンズ02 （2）
- I7：ハイザック ティターンズ03 （3）
- I7：シークレット ハイザック連邦カラー （1）
- J7：陸戦型ザクII ジオン公国章 （6）
- J7：陸戦型ザクII 重機甲中隊 （3）
- J7：陸戦型ザクII 補給中隊 （3）
- K7：ディジェ クレイ・バズーカ （6）
- K7：ディジェ ビームライフル （6）
- L7：フォビドゥンガンダム （2）
- L7：フォビドゥンガンダム（ルミナス） （1）
- M7：ザウート 186 （1）
- M7：ザウート 252 （1）
- N7：グーン 155 （6）
- N7：グーン 304 （6）
- O7：ゾック （12）

## vol.8
台座に情景がついた。
初版全45種 ※横の()内数字はアソート */144
- A8：Ζガンダム ビームライフル（5）
- A8：シークレット Ζザク ビームライフル （1）
- B8：ガンダムMk-II ハイパー・バズーカ （4）
- B8：ガンダムMk-II ビーム・サーベル （2）
- C8-1：パワードジム テストパイロット章 （4）
- C8-1：パワードジム トリトン基地章 （3）
- C8-2：パワードジム (情景バージョン) （2）
- D8：スカイグラスパー（2機セット）001・002 （3）
- D8：スカイグラスパー（2機セット）002・003 （2）
- D8：スカイグラスパー（2機セット）003・001 （2）
- E8：デュエルガンダム AS ビームサーベル （3）
- E8：デュエルガンダム AS ビームライフル （5）
- E8：デュエルガンダム AS ライフル（ルミナス） （1）
- F8：ハイゴッグ 01 （3）
- F8：ハイゴッグ 02右手ミサイルカバー （3）
- F8：ハイゴッグ 03右手ミサイルカバー （2）
- F8：ハイゴッグ サイクロプス隊 （4）
- G8：量産型ズゴック グリーンサイレン （4）
- G8：量産型ズゴック ジオン公国章 （3）
- G8：量産型ズゴック タイガーバゥム （2）
- G8：量産型ズゴック ナーガIII （3）
- H8：アッガイ タイガーバゥム （6）
- H8：アッガイ 偵察中隊 （6）
- I8-1：アッグガイ ジオン公国章 （4）
- I8-1：アッグガイ 重機甲中隊 （5）
- I8-1：シークレット アッグガイ アイアンネイル （1）
- I8-2：アッグガイ (情景バージョン) （2）
- J8：ガルマ専用ザクII ザク・バズーカ （3）
- J8：ガルマ専用ザクII ヒート・ホーク （5）
- K8：バーザム 01 ビームライフル （3）
- K8：バーザム 02 ビームライフル （3）
- K8：バーザム 03 ビームサーベル （2）
- K8：バーザム ティターンズ章 ビームサーベル （1）
- L8：ハンブラビ ティターンズ章 ビームサーベル （3）
- L8：ハンブラビ ティターンズ章 海蛇 （3）
- L8：ハンブラビ ヤザン・ゲーブル大尉 海蛇 （3）
- M8：百式 ビームサーベル （6）
- M8：百式 ビームライフル （3）
- N8：メタス ビームサーベル （3）
- N8：メタス ビームライフル （6）
- O8：ラゴウ ビームサーベル （3）
- O8：ラゴウ レールガン（バルトフェルト専用） （5）
- P8：ストライクルージュ ビームライフル （5）
- P8：ストライクルージュ（ルミナス） （1）
- P8：シークレット エールストライクルージュ （1）

## vol.9
初版全39種 ※横の()内数字はアソート */144
- A9：フリーダムガンダム（4）
- A9：フリーダムガンダム （ルミナス） （1）
- B9：ジャスティスガンダム （3）
- B9：ジャスティスガンダム （ルミナス） （1）
- C9：プロヴィデンスガンダム （3）
- C9：プロヴィデンスガンダム （ルミナス） （1）
- D9：モビルゲイツ 106 ビームライフル （3）
- D9：モビルゲイツ 153 ビームライフル （3）
- D9：モビルゲイツ 213 ビームクロー （3）
- D9：モビルゲイツ 223 ビームクロー （2）
- D9：シークレット モビルゲイツ ビームクロー （1）
- E9：モビルジン（ミゲル専用機） パルルス改 （6）
- E9：モビルジン（ミゲル専用機） 重斬刀 （6）
- E9：シークレット モビルジン ジャン・キャリー機 （1）
- F9：IWSP （11）
- F9：シークレット IWSP フェイズシフトダウン （1）
- G9：ガンバレルストライク （3）
- H9：ガンバレルストライカー （12）
- I9：インパルスガンダム （5）
- I9：インパルスガンダム （ルミナス） （1）
- J9：カオスガンダム （3）
- J9：カオスガンダム （ルミナス） （1）
- K9：ガイアガンダム （3）
- K9：ガイアガンダム （ルミナス） （1）
- L9：アビスガンダム （3）
- L9：アビスガンダム （ルミナス） （1）
- M9：セイバーガンダム （3）
- M9：セイバーガンダム （ルミナス） （1）
- N9：ザクウォーリア 16 （3）
- N9：ザクウォーリア 25 （3）
- N9：ザクウォーリア 27 （3）
- N9：ザクウォーリア 35 （3）
- O9：ガナーザクウォーリア （9）
- P9：シャア専用ザクII （12）
- Q9：量産型ザクII 機工工兵中隊 （3）
- Q9：量産型ザクII 重機工中隊 （3）
- Q9：量産型ザクII 偵察中隊 （3）
- Q9：量産型ザクII 補給中隊 （3）
- R9：ガンダム （12）

## vol.10
初版全35種 ※横の()内数字はアソート */144
- A10：ΖΖガンダム（3）
- B10：Ζガンダム ビーム・ライフル （3）
- B10：Ζガンダム ロング・サーベル （3）
- C10：ガンダムMk-II （4）
- D10：百式 ビーム・サーベル （5）
- D10：百式 ビーム・ライフル （6）
- E10：ガンダム （6）
- E10：初回限定 ガンダム大河原カラー （4）
- F10：ウェイブライダー ハイパーメガランチャー （5）
- F10：ウェイブライダー ビーム・ライフル （7）
- G10：シークレット 百式改量産型 （1）
- H10：ジム・キャノンII 01 （4）
- H10：ジム・キャノンII 02 （3）
- H10：ジム・キャノンII ジム・ライフル （7）
- I10：ジェガン 06 （4）
- I10：ジェガン 15 （3）
- I10：ジェガン 27 （4）
- I10：ジェガン 51 （3）
- J10：ジュアッグ 右手/平手 （6）
- J10：ジュアッグ 三連装ロケットランチャー （8）
- K10：ハイザック 25 （5）
- K10：ハイザック 57 （4）
- L10：ガルスJ フィンガーランチャー （6）
- L10：ガルスJ ミサイルポッド （6）
- M10：ギラ・ドーガ 48 ビーム・ソードアックス （3）
- M10：ギラ・ドーガ 63 ビーム・ソードアックス （3）
- M10：ギラ・ドーガ 18 ビーム・マシンガン （2）
- M10：ギラ・ドーガ 33 ビーム・マシンガン （2）
- M10：シークレット レズン専用ギラ・ドーガ （1）
- N10：フォースインパルスガンダム （3）
- N10：フォースインパルスガンダム（ルミナス） （1）
- O10：エグザス （12）
- P10：ソードカラミティガンダム （3）
- P10：ソードカラミティガンダム（ルミナス） （1）
- Q10：初回限定 アイザック （3）

## NEO1
マルチポーズ・クリアエフェクトパーツ登場。NEOのアソートは180
初版全34種 ※横の()内数字はアソート */180
- A11:ガンダム（マルチポーズ）（12）
- B11:シークレット ガンダム&ガンダムトレーラー （1）
- C11:ジム 07（マルチポーズ） （4）
- C11:ジム 16（マルチポーズ） （3）
- C11:ジム 22（マルチポーズ） （4）
- C11:ジム 38（マルチポーズ） （4）
- D11:ザクII 機甲工兵中隊（マルチポーズ） （4）
- D11:ザクII 重機甲中隊（マルチポーズ） （4）
- D11:ザクII 突撃機動軍（マルチポーズ） （3）
- D11:ザクII 補給中隊（マルチポーズ） （4）
- E11:フルアーマーガンダム （11）
- E11:シークレット フルアーマーガンダム（青:プラモ狂四郎版） （1）
- F11:ザクキャノン 27 （6）
- F11:ザクキャノン 46 （6）
- G11:ガルバルディβ 02 （5）
- G11:ガルバルディβ 03 （4）
- G11:ガルバルディβ 05 （3）
- G11:ガルバルディβ 07 （5）
- H11:ガブスレイ ビーム・サーベル （7）
- H11:ガブスレイ フェダーインライフル （5）
- I11:メタスMA形態 （12）
- J11:ハイザック・カスタム 06 （6）
- J11:ハイザック・カスタム 09 （6）
- K11:ディザート・ザク(青の部隊）ビームライフル （11）
- K11:シークレット ディザート・ザク（茶色） （1）
- L11:ゲルググ (青の部隊）バズーカ （9）
- L11:ゲルググ (青の部隊）ビーム・ナギナタ （3）
- M11:ソードインパルスガンダム （11）
- M11:ソードインパルスガンダム（ルミナス） （1）
- N11:セイバーガンダムMA形態 （11）
- N11:セイバーガンダムMA形態（ルミナス） （1）
- O11:ガイアガンダムMA形態 （5）
- O11:ガイアガンダムMA形態 ビーム・ブレイド （6）
- O11:ガイアガンダムMA形態（ルミナス） （1）

## NEO2
初版全38種+1種 ※横の()内数字はアソート */180
※シークレット ノーベルガンダム 2種あり（カートンにどちらかが混入）
- A12：デスティニーガンダム（パルマフィオキーナ） （4）
- A12：デスティニーガンダム（ビーム・ライフル）（6）
- A12：デスティニーガンダム（ルミナス） （1）
- B12：ストライクフリーダム（マルチ・ビーム・サーベル） （5）
- B12：ストライクフリーダム（マルチ・ビーム・ライフル） （5）
- B12：ストライクフリーダム（マルチ・ルミナス） （1）
- C12：ブラストインパルスガンダム （11）
- C12：ブラストインパルスガンダム（ルミナス） （1）
- D12：ブレイズザクファントム（ビームトマホーク） （3）
- D12：ブレイズザクファントム（ビーム突撃銃） （9）
- E12：リック・ドム 100（マルチ・ジャイアントバズ） （3）
- E12：リック・ドム 314（マルチ・ヒートサーベル） （4）
- E12：リック・ドム 702（マルチ・ジャイアントバズ） （3）
- E12：リック・ドム 819（マルチ・ヒートサーベル） （4）
- F12：ゾゴック （12）
- G12：ボール改修型 088 （8）
- G12：ボール改修型 107 （8）
- G12：ボール改修型 326 （8）
- H12：シークレット Ζガンダム3（カラバカラー） （1）
- I12：ガザC 005（ナックルバスター） （4）
- I12：ガザC 308（ビームサーベル） （3）
- I12：ガザC 412（ナックルバスター） （4）
- I12：ガザC 726（ビームサーベル） （3）
- J12：ボリノーク・サマーン （9）
- J12：ボリノーク・サマーン（ビーム・サーベル） （5）
- K12：シークレット ホビーハイザック （1）
- L12：サーペント（2連ガトリング） （8）
- L12：サーペント（ビーム・キャノン） （6）
- M12：トーラス 09（レーザーガン） （2）
- M12：トーラス 23（ビームカノン） （3）
- M12：トーラス 57（レーザーガン） （1）
- M12：トーラス 68（ビームカノン） （3）
- M12：トーラス（サンクキングダム仕様機） （5）
- N12：シャイニングガンダム（マルチ・スーパーモード） （5）
- N12：シャイニングガンダム（ハイパーモード） （8）
- N12：シークレット シャイニングガンダム（パールver.） （1）
- O12：ノーベルガンダム （11）
- O12：シークレット ノーベルガンダム（バーサーカー：艶なし） （1）
- O12：シークレット ノーベルガンダム（バーサーカー：パールver.) （1）

## NEO3
初版全34種 ※横の()内数字はアソート */180
- A13：ガンダム （マルチ）（12）
- B13：グフ （12）
- C13：ゴッグ （マルチ） （12）
- D13：ウイングガンダム（バスターライフル） （5）
- D13：ウイングガンダム（ビームサーベル） （3）
- D13：初回限定 ウイングガンダム（ダメージver.） （6）
- E13：シェンロンガンダム（ドラゴンハング） （4）
- E13：シェンロンガンダム（ビームグレイブ） （3）
- F13：ガンダムサンドロック（クロスクラッシャー） （3）
- F13：ガンダムサンドロック（ヒートショーテル） （4）
- G13：トールギス（ドーバーガン） （7）
- G13：トールギス（ビームサーベル） （6）
- H13：リーオー 06 （マルチ） （4）
- H13：リーオー 23 （マルチ） （7）
- H13：リーオー 58 （マルチ） （3）
- I13：ジム・キャノン 32 （6）
- I13：ジム・キャノン 47 （5）
- I13：シークレット ジム・キャノン（MSVカラー） （1）
- J13：ザク・マリンタイプ 19 （6）
- J13：ザク・マリンタイプ 71 （6）
- K13：グフ飛行型 （公国軍防空小隊） （5）
- K13：グフ飛行型 87 （5）
- L13：グフ飛行型 28（連邦カラー） （5）
- L13：グフ飛行型 65（連邦カラー） （5）
- M13：インフィニットジャスティス（ビームサーベル） （3）
- M13：インフィニットジャスティス（ビームライフル） （3）
- M13：インフィニットジャスティス（ルミナスクリア） （1）
- N13：ムラサメ （5）
- N13：シークレット ムラサメ（バルトフェルド専用） （1）
- O13：ゲルググM 18 （4）
- O13：ゲルググM 52 （3）
- O13：ゲルググM 63 （7）
- O13：初回限定 ゲルググM（シーマ専用機） （6）
- P13：ガザC（ハマーン専用機） （12）

## NEO4
初版全42種 ※横の()内数字はアソート */180
今回のみカラークリアー成形のものがラインナップに加わった。
- A14：ガンダム（ハイパーハンマー）（12）
- A14：ガンダム（クリアver.） （1）
- B14：Ζガンダム （4）
- B14：Ζガンダム（クリアver. ブルー） （1）
- C14：ΖΖガンダム （3）
- C14：ΖΖガンダム（クリアver. イエローグリーン） （1）
- D14：ジムIII 18 （4）
- D14：ジムIII 23 （3）
- D14：ジムIII 36 （3）
- D14：ジムIII（クリアver. スカイブルー） （1）
- E14：カプール 01 （5）
- E14：カプール 03 （7）
- E14：カプール(クリアver. ブルー) （1）
- F14：ガズR （12）
- G14：ガズL （12）
- G14：ガズL(クリアver. レッド) （1）
- H14：ガンダムヘビーアームズ アーミーナイフ （3）
- H14：ガンダムヘビーアームズ（ビームガトリング） （3）
- H14：ガンダムヘビーアームズ（クリアver. オレンジ） （1）
- I14：ガンダムデスサイズ（ビームサイズ） （3）
- I14：ガンダムデスサイズ（バスターシールド） （3）
- I14：ガンダムデスサイズ（クリアver. ネイビー） （1）
- J14：ザクタンク 01 （4）
- J14：ザクタンク 02 （4）
- J14：ザクタンク 04 （4）
- J14：ザクタンク（クリアver. グリーン） （1）
- K14：高機動型ザクII 02（マルチ 黒い三連星）オルテガ機 （8）
- K14：高機動型ザクII 03（マルチ 黒い三連星）ガイア機 （8）
- K14：高機動型ザクII 06（マルチ 黒い三連星）マッシュ機 （9）
- L14：ガッシャ （特殊ハンマーガン） （12）
- M14：Ζプラス A型 （12）
- M14：シークレット アムロ専用 Ζプラス A型 （1）
- N14：アカツキ（クリアver. イエロー） （1）
- N14：アカツキガンダム（オオワシ：ビームサーベル） （4）
- N14：アカツキガンダム（オオワシ：ビームライフル） （4）
- N14：シークレット アカツキガンダム（ゴールドver.） （1）
- O14：レジェンドガンダム（ビームジャベリン） （4）
- O14：レジェンドガンダム（ビームライフル） （4）
- O14：レジェンドガンダム（ルミナス） （1）
- P14：ディン（重突撃機銃&対空散弾銃） （5）
- P14：ディン（フェイスガード 重突撃機銃&対空散弾銃） （7）
- P14：ディン（クリアver. パープル） （1）

## NEO5
初版全30種
※横の()内数字はアソート */180
- A15：ガンダム（ビームライフル） （6）
- A15：ガンダム（ビームサーベル） （6）
- B15：ガンキャノン（キャノン砲） （8）
- B15：ガンキャノン（スプレーミサイルランチャー） （8）
- C15：ガンタンク （10）
- D15：ドム 25（ガイア機） （6）
- D15：ドム 60（マッシュ機） （3）
- D15：ドム 12（オルテガ機）（3）
- E15：シャア専用ズゴック （9）
- F15：アッガイ 01（ミサイルランチャー） （6）
- G15：アッガイ 02（メガ粒子砲） （6）
- H15：初回限定 アッガイ（座りver.） （12）
- I15：ギャン （10）
- J15：シャア専用ゲルググ （9）
- K15：ヅダ 1番機（ザクマシンガン） （6）
- K15：ヅダ 2番機（ザクバズーカ） （7）
- K15：ヅダ 3号機（ザクマシンガン） （7）
- L15：ガンダム試作4号機ガーベラ （12）
- M15：ザクIIF2型 012（ザクマシンガン） （4）
- M15：ザクIIF2型 028（ザクバズーカ） （4）
- N15：ガンダムTR-1ヘイズル改（ビームライフル) （3）
- N15：ガンダムTR-1ヘイズル改（ビームサーベル) （3）
- O15：シークレット ヘイズル改（フルアーマー） （1）
- P15：ブレイズザクファントム（ビームトマホーク） （3）
- P15：ブレイズザクファントム（ビーム突撃銃） （2）
- Q15：スラッシュザクファントム （2）
- R15：ストライクノワールガンダム （6）
- R15：シークレット ストライクノワールガンダム（ルミナス） （6）
- S15：スターゲイザーガンダム （6）
- S15：初回限定 スターゲイザーガンダム（ルミナス） （6）

## DX
DXのアソートは108である。
初版全31種 ※横の()内数字はアソート */108
- AX1：νガンダム ビーム・サーベル （3）
- AX1：νガンダム ビーム・ライフル（5）
- BX1：ガンダム+GメカBパーツ ノーマルカラー （4）
- BX1：シークレット ガンダム+GメカBパーツ （1）
- CX1：ガンダム+Gブル ノーマルカラー （4）
- CX1：シークレット ガンダム+Gブル （1）
- DX1：百式＋メガ・バズーカ・ランチャー （6）
- DX1：シークレット 百式＋メガ・バズーカ 金色 （2）
- EX1：ネモ＋シャクルズ 01 （3）
- EX1：ネモ＋シャクルズ 02 （3）
- EX1：ネモ＋シャクルズ 03 （2）
- FX1：ガンペリー EFSF 01 （2）
- FX1：ガンペリー EFSF 02 （2）
- FX1：ガンペリー EFSF 03 （2）
- FX1：ガンペリー EFSF 04 （2）
- FX1：ガンペリー マークなし （4）
- GX1：ガンダム試作2号機 （7）
- HX1：サザビー ビーム・サーベル （3）
- HX1：サザビー ビーム・ライフル （6）
- IX1：ジ・O ビーム・ライフル （4）
- IX1：ジ・O 隠し腕 （2）
- JX1：ジオング （6）
- JX1：ジオング 有線サイコミュ （4）
- KX1：バウンド・ドッグ 01 （3）
- KX1：バウンド・ドッグ 02 （3）
- KX1：バウンド・ドッグ 03 （2）
- KX1：バウンド・ドッグ ジェリド・メサ中尉機 （3）
- KX1：シークレット バウンド・ドッグ試作機 （1）
- LX1：ザクレロ （8）
- MX1：メッサーラ （6）
- MX1：メッサーラ ビーム・サーベル （4）

## DX2
初版全29種 ※横の()内数字はアソート */108
- AX2：スーパーガンダム（2）
- BX2：サイコガンダム （2）
- CX2：キュベレイ ビーム・サーベル （6）
- CX2：キュベレイ ファンネル （2）
- DX2：フルアーマーΖΖガンダム （3）
- EX2：メガライダー （12）
- FX2：キュベレイMk-II ビーム・ガン （8）
- FX2：キュベレイMk-II ファンネル （2）
- FX2：シークレット キュベレイMk-II プルツー （1）
- GX2：ゲーマルク （12）
- HX2：ドーベンウルフ 08 （2）
- HX2：ドーベンウルフ 11 （2）
- HX2：ドーベンウルフ 19 （2）
- HX2：ドーベンウルフ 27 （1）
- HX2：ドーベンウルフ （3）
- IX2：Sガンダム （3）
- JX2：FAZZ 04 （2）
- JX2：FAZZ 05 （2）
- JX2：FAZZ 06 （2）
- KX2：リガズィ＋BWS BWS分離 （6）
- LX2：シークレット リガズィ＋BWS 情景 （1）
- MX2：リガズィ＋BWS SF形態 （7）
- NX2：ヤクト・ドーガ ビーム・アサルトライフル （4）
- NX2：ヤクト・ドーガ ビーム・サーベル （3）
- NX2：シークレット ヤクト・ドーガ クェス専用 （1）
- OX2：ゴッドガンダム （3）
- OX2：シークレット ゴッドガンダム ハイパーモード （5）
- PX2：マスターガンダム ダークネスフィンガー （5）
- PX2：マスターガンダム マスタークロス （4）

## DX3
初版全25種 ※横の()内数字はアソート */108
- AX3：ウイングガンダムゼロ (EW) ビームサーベル （7）
- AX3：ウイングガンダムゼロ (EW) ツインバスターライフル（5）
- BX3：ガンダムデスサイズヘル (EW) アクティブクローク（閉） （6）
- BX3：ガンダムデスサイズヘル (EW) ビームシザース （6）
- CX3：ガンダムヘビーアームズ改 (EW) （3）
- DX3：ガンダムナタク (EW) ツインビームトライデント （4）
- DX3：ガンダムナタク (EW) ドラゴンハング （8）
- EX3：ガンダムサンドロック改 (EW) ヒートショーテル （3）
- EX3：ガンダムサンドロック改 (EW)マント装備 （7）
- FX3：トールギスIII（メガキャノン） （12）
- GX3：パラス・アテネ（二連装ビームガン） （3）
- GX3：パラス・アテネ （ビームサーベル） （3）
- HX3：アッシマー 07（MS形態）&14（MA形態） （2）
- HX3：アッシマー 28（MS形態）&33（MA形態） （1）
- HX3：シークレット アッシマー（ティターンズカラー） （1）
- IX3：ギャプラン（ブースター装備ビームサーベル） （2）
- IX3：ギャプラン（ブースター装備ビームライフル） （3）
- JX3：ザメル（680ミリカノン発射体勢変更可） （12）
- KX3：パーフェクト・ジオング （7）
- KX3：パーフェクト・ジオング（有線サイコミュ展開） （3）
- LX3：ハンマ・ハンマ（ビームサーベル/シールド） （2）
- LX3：ハンマ・ハンマ （有線サイコミュ展開） （3）
- MX3：デビルガンダム（最終形態 デビルフィンガー） （2）
- MX3：デビルガンダム（最終形態） （2）
- MX3：シークレット デビルガンダム（ヘッドモード） （1）

## DX4
初版全34種 ※横の()内数字はアソート */108
- AX4：ストライクフリーダムガンダム（ビームサーベル)（3）
- AX4：ストライクフリーダムガンダム（ルミナスクリア） （1）
- AX4：ストライクフリーダムガンダム(ロングライフル&レールガン) （3）
- BX4：デスティニーガンダム（高エネルギー長射程ビーム砲) （2）
- BX4：デスティニーガンダム（ビームソード） （2）
- BX4：デスティニーガンダム（ルミナスクリア） （1）
- CX4：ザクII&サムソントレーラー（ザクレディ） （2）
- CX4：ザクII&サムソントレーラー（機甲工兵中隊） （2）
- CX4：ザクII&サムソントレーラー（重機甲中隊） （1）
- CX4：ザクII&サムソントレーラー（補給中隊） （2）
- CX4：シークレット ザクII&サムソントレーラー（デザート） （1）
- DX4：ゼク・アイン 02（第3種兵器） （3）
- DX4：ゼク・アイン 13（第2種兵器） （6）
- DX4：ゼク・アイン 45（第3種兵器） （3）
- EX4：ガンダムMk-V（ビームサーベル） （3）
- EX4：ガンダムMk-V（ビームライフル） （3）
- FX4：サイコ・ガンダムMk-II （2）
- GX4：ガンダムMk-II&フライングアーマー （2）
- HX4：マラサイ 13（バリュート装備） （3）
- HX4：マラサイ 25（バリュート装備） （3）
- HX4：マラサイ カクリコン・カクーラー中尉（バリュート装備） （3）
- HX4：マラサイ ジュリド・メサ中尉（バリュート装備） （3）
- IX4：バイアラン（ビームサーベル） （6）
- IX4：バイアラン（メガ粒子砲） （6）
- JX4：Gフォートレス （3）
- JX4：シークレット Gフォートレス（武装強化型） （1）
- KX4：Vガンダム&ボトムファイター（ビームサーベル） （6）
- KX4：Vガンダム&ボトムファイター（ビームライフル） （6）
- LX4：Vガンダムヘキサ&トップファイター （12）
- MX4：νガンダム（ニューハイパーバズーカ） （2）
- MX4：νガンダム（ビームライフル） （2）
- MX4：νガンダム（ラストバージョン） （6）
- NX4：サザビー（ビームサーベル） （2）
- NX4：サザビー（ビームライフル） （2）

## DX5
初版全33種 ※横の()内数字はアソート */108
- AX5：Gファルコン ガンダムダブルエックス（ライフル）（3）
- AX5：Gファルコン ガンダムダブルエックス（ソード） （3）
- BX5：Gファルコン ガンダムレオパルドデストロイ （3）
- CX5：Gファルコン ガンダムエアマスターバースト （3）
- DX5：量産型キュベレイ 002 （1）
- DX5：量産型キュベレイ 016 （2）
- DX5：量産型キュベレイ 027 （2）
- DX5：量産型キュベレイ 035 （1）
- DX5：量産型キュベレイ 102 （1）
- DX5：量産型キュベレイ 134 （2）
- DX5：シークレット 量産型キュベレイ（グレミー軍カラー：灰色） （1）
- EX5：ドライセン 12 （3）
- EX5：ドライセン 28 （2）
- EX5：ドライセン 45 （2）
- EX5：ドライセン 76 （2）
- FX5：シュツルム・ディアス 01 （2）
- FX5：シュツルム・ディアス 02 （2）
- FX5：シュツルム・ディアス 03 （2）
- FX5：シュツルム・ディアス 04 （1）
- GX5：ウイングガンダム（EW版） （3）
- HX5：シェンロンガンダム（EW版） （9）
- IX7：ガンダムヘビーアームズ（EW版） （5）
- JX5：ガンダムサンドロック（EW版） （10）
- KX5：ガンダムデスサイズ（EW版） （11）
- LX5：νガンダムHWS（ハイパーメガライフル） （4）
- LX5：νガンダムHWS（ビームサーベル） （3）
- MX5：ゼーゴック （12）
- NX5-1：バウ（ビームライフル） （4）
- NX5-1：バウ（ビームサーベル） （3）
- NX5-2：バウ量産型 01 （2）
- NX5-2：バウ量産型 02 （2）
- NX5-2：バウ量産型 03 （1）
- NX5-2：シークレット バウ量産型（グレミー軍カラー:灰色） （1）

## DX6
初版全30種 ※横の()内数字はアソート */108
- AX6：クスィーガンダム（ビーム・ライフル）（2）
- AX6：クスィーガンダム（ビーム・サーベル） （3）
- BX6：ペーネロペー（ビーム・ライフル） （3）
- BX6：ペーネロペー（ビーム・サーベル） （2）
- CX6：ガンダムTR-1アドバンズド・ヘイズル （5）
- DX6：ガンダムTR-1ヘイズル高機動仕様 （6）
- EX6：ガンダムTR-1ヘイズル改高機動仕様 （4）
- FX6：TR-3キハール大気圏仕様（ビーム・アックス） （5）
- FX6：TR-3キハール大気圏仕様（ビーム・ライフル） （5）
- GX6：サイコ・ガンダム（MA形態） （5）
- HX6：ヒルドルブ（30サンチ砲） （6）
- HX6：ヒルドルブ（モビル形態） （5）
- IX6：ジャムル・フィン （5）
- JX6：ジャムル・フィン（MA形態） （5）
- KX6：ズサ（ミサイル・ポッド） （6）
- KX6：ズサ（ビーム・サーベル） （4）
- LX6：ザクIII 01（ビーム・ライフル） （3）
- LX6：ザクIII 02（ビーム・ライフル） （2）
- LX6：ザクIII 01（ビーム・サーベル） （3）
- LX6：ザクIII 02（ビーム・サーベル） （2）
- MX6：バウ（バウ・アタッカー&バウ・ナッター） （5）
- NX6：バウ量産型 01（バウ・アタッカー&バウ・ナッター） （3）
- NX6：バウ量産型 02（バウ・アタッカー&バウ・ナッター） （2）
- OX6：Ex-Sガンダム（ビーム・スマートガン） （2）
- OX6：Ex-Sガンダム（ビーム・サーベル） （2）
- PX6：ディープ・ストライカー （2）
- PX6：シークレット ディープ・ストライカー（ハイグレード版）（1）
- QX6：キュベレイ（劇場版飛行形態） （4）
- RX6-1：キュベレイMk-II（プル専用機） （3）
- RX6-2：キュベレイMk-II（プル専用機）赤 （3）

## DX7
初版全10種 ※横の()内数字はアソート */108
- AX7：ユニコーンガンダム ビーム・マグナム(4)
- AX7：ユニコーンガンダム ハイパー・バズーカ (6)
- BX7：Hi-νガンダム ビーム・ライフル (15)
- BX7：Hi-νガンダム ニュー・ハイパー・バズーカ (11)
- CX7：ガンダム アヴァランチエクシア GNソード (16)
- CX7：ガンダム アヴァランチエクシア 収納状態 (10)
- DX7：ガンダムTR-6 試作カラー [アドバンズド・ウーンドウォート] (17)
- DX7：ガンダムTR-6 正式採用カラー [アドバンズド・ウーンドウォート] (16)
- EX7：真武者頑太無 (12)
- EX7：シークレット 真武者頑太無 パールカラーVer. (1)

## DX8
カートン数108。
- AX8：ユニコーンガンダム（デストロイモード）
- AX8：ユニコーンガンダム（デストロイモード）パールカラー（シークレット）
- BX8：ダブルオーガンダム（GNソードIIソードモード）
- BX8：ダブルオーガンダム（GNソードIIライフルモード）
- CX8：Zplus C1(BST) ハミングバード（青色）
- CX8：Zplus C1(BST) ハミングバード（赤色）
- DX8：ガンダムF91
- DX8：ガンダムF91（ハリソン機）
- EX8：V2アサルトバスターガンダム
- EX8：V2アサルトバスターガンダム（光の翼）

## コンプレックス
台座が大型化、MS名入り専用台座。過去のシリーズでリリースされたものにはデカール等の追加あり。
※横の()内数字はアソート */144
- GA1：ガンダム (7)
- GA1：ガンダム（ゴールド） (2)
- GA1：ガンダム（シルバー） (3)
- GA1：シークレット プロトタイプガンダム（大河原カラー） （1）
- GA2：ゼータガンダム（ビームライフル） （6）
- GA2：ゼータガンダム（ロングサーベル） （1）
- GA2：ゼータガンダム（ゴールド） （2）
- GA2：ゼータガンダム（シルバー） （3）
- GA3：ダブルゼータガンダム (6)
- GA3：ダブルゼータガンダム（ゴールド） （2）
- GA3：ダブルゼータガンダム（シルバー） (3)
- GA4：ヴィクトリーガンダム (8）
- GA4：ヴィクトリーガンダム（ゴールド） （2）
- GA4：ヴィクトリーガンダム（シルバー） （4）
- GA5：シャイニングガンダム （7）
- GA5：シャイニングガンダム（ゴールド） （2）
- GA5：シャイニングガンダム（シルバー） （4）
- GA6：ウィングガンダム（バスターライフル） （8）
- GA6：ウィングガンダム（ビームサーベル） （1）
- GA6：ウィングガンダム（ゴールド） （2）
- GA6：ウィングガンダム（シルバー） （3）
- GA7：ガンダムエックス （5）
- GA7：ガンダムエックス（ゴールド） （1）
- GA7：ガンダムエックス（シルバー） （3）
- GA8：ターンエーガンダム （6）
- GA8：ターンエーガンダム（ゴールド） （1）
- GA8：ターンエーガンダム（シルバー） （3）
- GA9：エールストライクガンダム （6）
- GA9：エールストライクガンダム（ゴールド） （2）
- GA9：エールストライクガンダム（シルバー） （3）
- GA10：フォースインパルスガンダム （6）
- GA10：フォースインパルスガンダム（ゴールド） （2）
- GA10：フォースインパルスガンダム（シルバー） （3）
- GA11：ガンダムエクシア （7）
- GA11：ガンダムエクシア（ゴールド） （2）
- GA11：ガンダムエクシア（シルバー） （3）
- GA12：ウェイブライダー （8）
- GA12：ウェイブライダー（ゴールド） （2）
- GA12：ウェイブライダー（シルバー） （4）

## 00ダブルオー
- A001：ガンダムエクシア（GNソード）
- A001：ガンダムエクシア（GNソード）（ゴールド）
- A001：ガンダムエクシア（GNソード）（シルバー）
- A001：ガンダムエクシア（GNロングブレイド/ショートブレイド）
- A001：ガンダムエクシア（GNロングブレイド/ショートブレイド）（ゴールド）
- A001：ガンダムエクシア（GNロングブレイド/ショートブレイド）（シルバー）
- A001：シークレット ガンダムエクシア（パールver）
- A002：ガンダムデュナメス（GNスナイパーライフル）
- A002：ガンダムデュナメス（GNスナイパーライフル）（ゴールド）
- A002：ガンダムデュナメス（GNスナイパーライフル）（シルバー）
- A002：ガンダムデュナメス（GNビームサーベル/GNフルシールド）
- A002：ガンダムデュナメス（GNビームサーベル/GNフルシールド）（ゴールド）
- A002：ガンダムデュナメス（GNビームサーベル/GNフルシールド）（シルバー）
- A003：ガンダムキュリオス（GNビームサブマシンガン）
- A003：ガンダムキュリオス（GNビームサブマシンガン）（ゴールド）
- A003：ガンダムキュリオス（GNビームサブマシンガン）（シルバー）
- A003：ガンダムキュリオス（GNビームサーベル）
- A003：ガンダムキュリオス（GNビームサーベル）（ゴールド）
- A003：ガンダムキュリオス（GNビームサーベル）（シルバー）
- A004：ガンダムヴァーチェ
- A004：ガンダムヴァーチェ（ゴールド）
- A004：ガンダムヴァーチェ（シルバー）
- A004：ガンダムヴァーチェ（GNビームサーベル）
- A004：ガンダムヴァーチェ（GNビームサーベル）（ゴールド）
- A004：ガンダムヴァーチェ（GNビームサーベル）（シルバー）
- A005：ティエレン地上型（200mm×25口径長滑腔砲）
- A005：ティエレン地上型（200mm×25口径長滑腔砲）（ゴールド）
- A005：ティエレン地上型（200mm×25口径長滑腔砲）（シルバー）
- A005：ティエレン地上型（カーボンブレード）
- A005：ティエレン地上型（カーボンブレード）（ゴールド）
- A005：ティエレン地上型（カーボンブレード）（シルバー）
- A006：ティエレン高機動型
- A006：ティエレン高機動型（ゴールド）
- A006：ティエレン高機動型（シルバー）
- A007：ティエレン宇宙型
- A007：ティエレン宇宙型（ゴールド）
- A007：ティエレン宇宙型（シルバー）
- A008：AEUイナクト（デモカラー）
- A008：AEUイナクト（デモカラー）（ゴールド）
- A008：AEUイナクト（デモカラー）（シルバー）
- A009：AEUヘリオン
- A009：AEUヘリオン（ゴールド）
- A009：AEUヘリオン（シルバー）
- A0010：ユニオンフラッグ
- A0010：ユニオンフラッグ（ゴールド）
- A0010：ユニオンフラッグ（シルバー）